# Кременецкое викариатство
Кременецкое викариатство — викариатство Львовской епархии Украинского экзархата Русской Православной Церкви.
Кременецкая кафедра существовала с 1902 года как викариатство Волынской епархии. После начала революционной смуты в 1917 году, распада Российской империи и последовавшей Советско-Польской войны 1919—1921 годов город Кременец оказался в составе Польши, и в междувоенные годы кафедра продолжила своё существование в юрисдикции Польской Православной Церкви. В эти же годы Кременец был кафедральным городом Волынской епархии Польской Православной Церкви, существовавшей параллельно Волынской епархии Русской церкви с кафедрой в Житомире.
В 1943 году была учреждена самостоятельная Кременецкая и Дубенская епархия в составе Украинской Автономной Православной Церкви, сохранявшей молитвенно-евхаристическое общение с Московским патриархатом но в 1945 году была упразднена.
Впоследствии, в 1988 году, Кременецкая викарная епархия была кратковременно возобновлена как викариатство Львовской епархии.

## Епископы
Кременецкое викариатство Волынской епархии
- Паисий (Виноградов) (16 июня — 18 декабря 1902)
- Димитрий (Сперовский) (2 февраля 1903 — 1 мая 1904)
- Амвросий (Гудко) (30 мая 1904 — 27 февраля 1909)
- Никон (Бессонов) (27 февраля 1909 — 26 января 1913)
- Дионисий (Валединский) (21 апреля 1913—1919)
- Амвросий (Казанский) (2 — 4 февраля 1920)

в составе Польской Православной Церкви
- Симон (Ивановский) (24 марта 1924 — 15 апреля 1939)

Кременецкая епархия
- Иов (Кресович) (6 июня 1943 — 14 февраля 1945)
- Дамаскин (Малюта) (1943—1944) в/у, Каменец-Подольский

Кременецкое викариатство Львовской епархии
- Дорофей (Филип) (12 июня — 19 августа 1955) титулярно; почти сразу же отпущен в юрисдикцию Православной Церкви в Чехословакии
- Марк (Петровцы) (28 июля — 28 декабря 1988)